# Červonyj chutir (stanice metra v Kyjevě)
Červonyj chutir (ukrajinsky Червоний хутір) je konečná stanice kyjevského metra na Syrecko-Pečerské lince na severním okraji čtvrti Červonyj chutir pod Staroboryspilskou ulicí. Stanice byla vystavěna v rámci devátého úseku linky Syrecko-Pečerska dne 23. května 2008.
V roce 2014 obsloužila stanice přibližně 4,6 tisíc cestující denně a nachází se na severním okraji čtvrti Červonyj chutir, nedaleko depa metra Charkivske pod Staroboryspilskou ulicí. Dva východy na konci nástupišť ústí do podchodů pod ulici Staroboryspilskou, ulici Mykoly Chvylovoho a nově vystavěného bytového komplexu Čarivne misto.

## Konstrukce stanice
V původních plánech linky Syrecko-Pečerska se na levém břehu měly otevřít dva nové úseky linky Syrecko-Pečerska (Vydubyči-Osokorky, Osokorky-Charkivska a depo). Jelikož se za stanicí Charkivska depo nevystavělo, ve 20. století se rozhodlo o vybudování nového depa v dnešní městské části Červonyj chutir. Na úseku mezi Charkivskou a novým depem se měly nacházet dvě nové stanice a to Vyrlycja a Boryspilska.
Prodloužení linky do stanice Červonyj chutir byl čistě politický tah, který měl vylepšit preference tehdejšího starosty Kyjeva. Sice se předpokládalo o následné prodloužení linky k železniční stanici Darnycja, ale později se ukázalo, že výstavba úseku by nebyla ekonomicky výhodná.
Výstavba stanice byla zahájena již v roce 2006. Po zvolení nového starosty Kyjeva v roce 2007 byla výstavba na úseku zastavena. Tehdejší starosta Leonid Černoveckyj, ale výstavbu stanice znovu obnovil a to z důvodu nových předčasných voleb, které se konali v roce 2008.
Devátý úsek linky Syrecko-Pečerska mezi stanicemi Boryspilska a Červonyj chutir byl otevřen 23. května 2008. Otevření úseku provázela demonstrace příznivců kandidáta Vitalije Klička, kteří, společně se samotným Kličkem, přestřihli u jižního vestubulu stanice kabely od mikrofonů připravených pro projev úřadujícího starosty. Starosta Černoveckyj nakonec vystoupil u severního vestibulu, kde proběhlo oficiální otevření stanice.

## Charakteristika stanice
Z technického hlediska byla stanice postavena jako hloubená, mělce založená stanice, podepíraná jednou řadou sloupů v přibližné hloubce 8 metrů. Jde o stanici ve tvaru kvádru s bočními nástupišti, která je mezi kolejemi podepíraná jednou řadou sloupů.
Stanice obsahuje dva prosklené vestibuly, které se nachází na konci nástupišť a ústí do podchodů pod ulici Staroboryspilskou a Mykoly Chvylovoho. Stanice je jako jedna z mála bezbariérová a dva výtahy od nástupiště ústí do podchodu pod ulici Staroboryspilskou a nově vystavěného bytového komplexu Čarivne misto. Severní vestibul je uzavřen z důvodu malé obslužnosti stanice.
Zeď u nástupiště a pilíře mezi kolejemi jsou obloženy béžovým mramorem a podlaha je obložena šedou a červenou žulou. Klenba stanice je obložena hliníkovými dekorativními pásy a bílým sádrokartonem.

## Název
Stanice je pojmenována podle čtvrti Červonyj chutir. Stanice se ale nenachází přímo na území čtvrti Červonyj chutir, stanice, která se na území čtvti nachází je právě Boryspilska, jejíž jeden východ ústí ke tramvajové smyčce, která se ve čtvrti nachází.